# انفجار اوت ۲۰۱۷ کویته
انفجار اوت ۲۰۱۷ کویته باعث کشته شدن ۱۵ نفر شد، این بمب در یک بازار شلوغ در کویته پاکستان منفجر شد.

## جزئیات انفجار
روز شنبه ۱۲ اوت ۲۰۱۷ یک موتورسوار انتحاری که به خود ۲۵ کیلوگرم مواد منفجره بسته بود به یک کامیون نظامی می‌زند و منفجر می‌شود.

## تلفات و خسارات
در این عملیات انتحاری ۱۵ نفر کشته شدند که ۷ نفر از آنان غیرنظامی هستند، ۳۴ نفر نیز مجروح شدند که ۱۵ نفر غیرنظامی هستند.

## مسئولیت حمله
با انتشار یک بیانیهٔ اینترنتی، گروه جهادگرای داعش مسئولیت این حمله را پذیرفته‌است.

## واکنش‌ها
این حمله که با هدف بهم زدن جشن‌های استقلال پاکستان انجام شد توسط ژنرال قمر جاوید باجوا، رئیس ستاد مشترک ارتش پاکستان محکوم شد.